# Dera Baba Nanak
Dera Baba Nanak là một thành phố và là nơi đặt hội đồng đô thị (municipal council) của quận Gurdaspur thuộc bang Punjab, Ấn Độ.

## Nhân khẩu
Theo điều tra dân số năm 2001 của Ấn Độ, Dera Baba Nanak có dân số 7493 người. Phái nam chiếm 52% tổng số dân và phái nữ chiếm 48%. Dera Baba Nanak có tỷ lệ 75% biết đọc biết viết, cao hơn tỷ lệ trung bình toàn quốc là 59,5%: tỷ lệ cho phái nam là 78%, và tỷ lệ cho phái nữ là 72%. Tại Dera Baba Nanak, 12% dân số nhỏ hơn 6 tuổi.

## Gallery

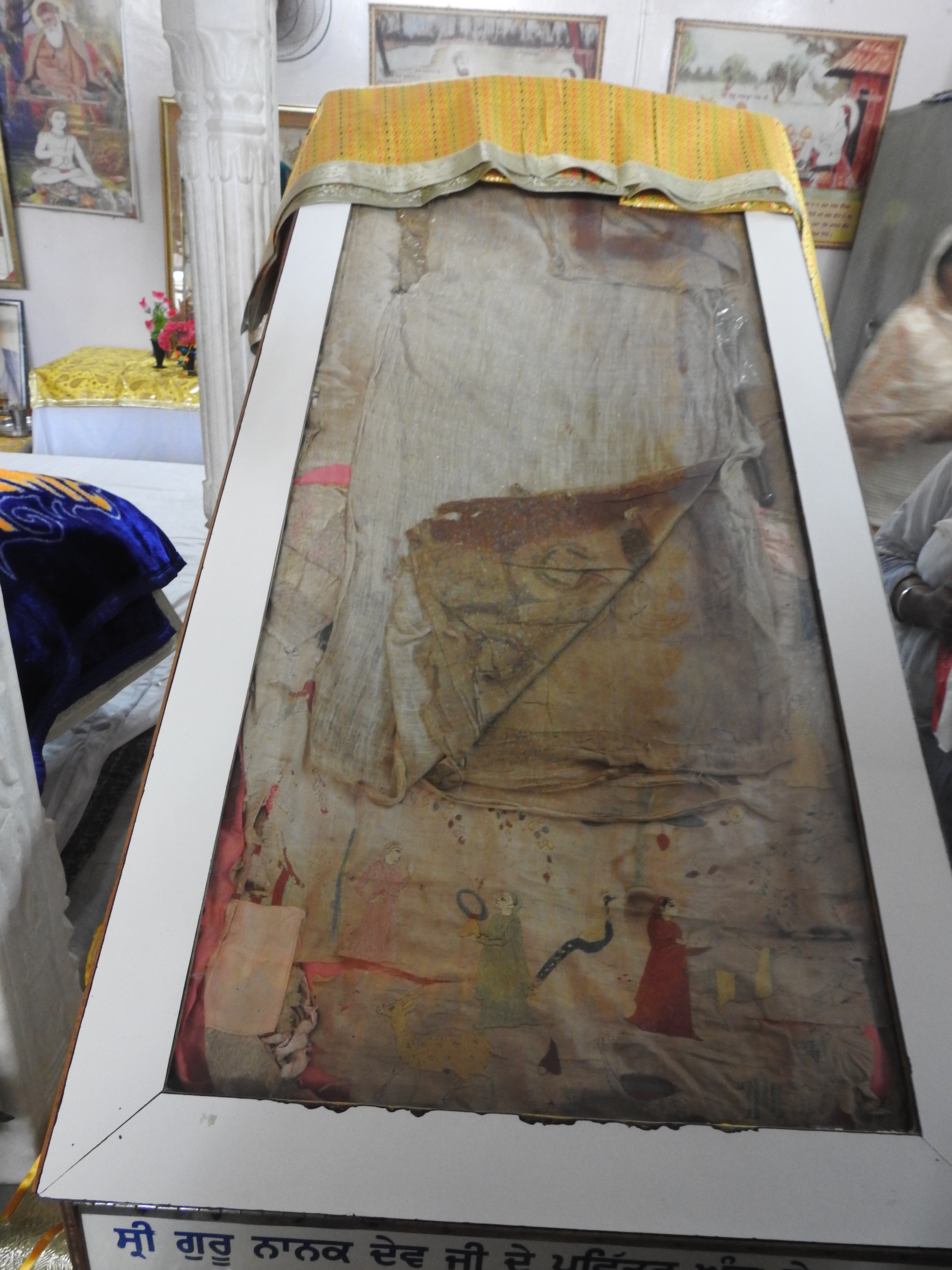
Garments Of Guru Nanak preserved at Gurudwara Sri Chola Sahib
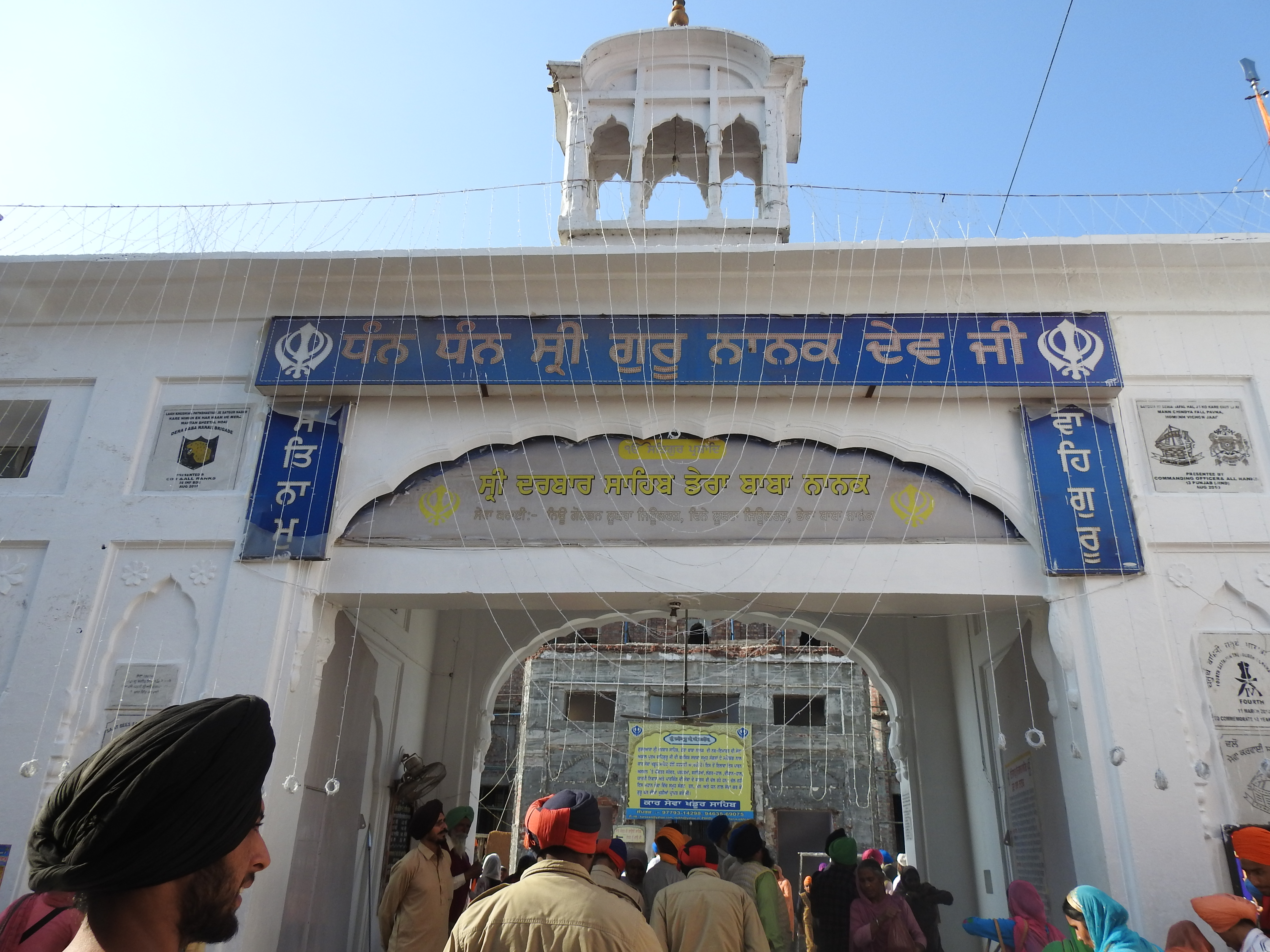
Gurudwara Sri Chola Sahib